# 呂益
呂益（1419年—1498年），字伯謙，别號梅菴，河南開封府祥符縣人，民籍，明朝政治人物。進士出身。

## 生平
正統十二年（1447年）丁卯科河南鄉試第十二名。景泰五年（1454年）甲戌科會試第一百一名，殿試登進士第二甲第八十六名。次年授陕西道試監察御史，十月奉敕印烙直隶鳳陽等府馬匹，丙子（1456年）八月實授本道御史。天顺元年（1457年）五月巡按廣東，三年（1459年）三月任满回京，十月奉敕往直隶通州至山东东昌府一带缉盗捕寇，四年二月還朝，六月奉敕巡视京城九门，并提督北城，五年十一月提督通州粮储并巡视李家庄等处草場，六年六月考績，十月督捕真保定大名等府寇盗，七年三月巡按隆慶州并大同、宣府二鎮，八年擢陕西按察司佥事，成化二年（1466年）春以考察被免职。家居三十余年，寿八十卒。

## 家族
曾祖父呂榮之。祖父呂仲賢。父亲呂世用（吕傑）。